# Bathyplectes infernalis
Bathyplectes infernalis är en stekelart som först beskrevs av Johann Ludwig Christian Gravenhorst 1820.  Bathyplectes infernalis ingår i släktet Bathyplectes och familjen brokparasitsteklar. Inga underarter finns listade.